# シマノ・Alivio
Alivio（アリビオ）は、株式会社シマノが開発、販売するマウンテンバイク向けコンポーネントである。

## 概要
シマノの製品群では、本格的スポーツ、レース用途を志向するDeoreシリーズの下位に位置づけられ、高いスポーツ性能と機能を維持しつつ、低価格な入門向けコンポーネントとなっている。
完成車では定価8万円前後で販売されるものに採用されていることが多い。スプロケットはDeoreシリーズの9速に対して8速であったが、2010年のM430系へのモデルチェンジでDeoreシリーズ同様に3×9速へと進化した。 M4000シリーズ以降Vブレーキは廃止され、油圧式ディスクブレーキである。なお、グループ外コンポーネントとしてかつて用意されていたBR-M475機械式ディスクブレーキはAlivioグレード相当である。
Deoreシリーズと比較した場合、アルミ合金の使用部位がやや減り、スチール製部品の割合が増えることによって、全般的に重量が増大しているが、信頼性と強度は十分に確保されて、リアスプロケットが9速になることのほかは、基本的な機能においては上位機種と変わるところもない。変速性能も非常に高い。非舗装路のサイクリングで十分にその性能を発揮する。またリアのスプロケットに34Tといった大きなものを装着することが出来るので（ロードレーサー系の8速コンポでは27Tまで）、ツーリング車に使われることもある。
| RD-M410 |  | FC-M410FD-M412  |
| RD-M410 |  | FC-M410 FD-M412 |